# Keïta Rokiatou N’Diaye
Keïta Rokiatou N’Diaye (geb. 26. Februar 1938, Bamako) ist eine Politikerin und Geographin in Mali. Sie ist die erste malische Frau mit einer Hochschulprofessur und war die erste malische Doktorandin der Geographie. Außerdem war sie von 1992 bis 1994 Kabinettsdirektorin des Präsidenten und von 2002 bis 2004 Gesundheitsministerin.

## Leben
Keïta Rokiatou N’Diaye erhielt ihre Schulbildung am Gymnasium Terrasson de Fougères (Lycée Askia-Mohamed, Bamako), an der Universität Dakar und dann an der Universität Straßburg.

### Universitätslaufbahn
N’Diaye war von 1966 bis 1969 Professorin für Geographie an der École nationale d’administration (Éna) von Bamako und von 1968 bis 1978 an der École normale supérieure. An letzterer hatte sie die Position der Leiterin der Abteilung DER Histoire-Géographie (1971–1977), stellvertretende Direktorin (directrice adjointe, 1972–1977), dann Generaldirektorin (directrice générale, 1977–1978). In der Zwischenzeit erlangte sie 1971 in Straßburg ihren Doktortitel in Geographie mit einer Dissertation mit dem Titel „Kayes und Haut-Sénégal“ («Kayes et le Haut-Sénégal»).
Sie beteiligte sich an zahlreichen Studien und Forschungsarbeiten zur Entwicklung und Bewirtschaftung des Senegal-Flussbeckens.

### Politik
Während ihres Studiums engagierte sich N’Diaye in der Association des Élèves et Stagiaires Maliens en France (Vereinigung malischer Studenten und Auszubildender in Frankreich, AESMEF) und in der Fédération des étudiants d'Afrique noire en France (Föderation schwarzafrikanischer Studenten in Frankreich).
1978 wurde N’Diaye für die Republik Mali zum Mitglied des Vorstands des Sahel-Instituts (institut du Sahel) ernannt (sie war damals die einzige Frau). Von 1979 bis 1982 war sie Fachberaterin der Ernährungs- und Landwirtschaftsorganisation der Vereinten Nationen (FAO) in Accra.
1992 verließ sie Ghana um den Präsidenten Alpha Oumar Konaré zu unterstützen., dessen Stabschefin sie bis 1994 war.
Sie war Teil der Alliance pour la démocratie au Mali-Parti africain pour la solidarité et la justice (ADEMA-PASJ), bis sie im Juni 2001 zusammen mit anderen Führungskräften die Partei Rassemblement pour le Mali gründete. Sie diente in der Regierung von Ahmed Mohamed ag Hamani als Gesundheitsministerin vom 16. Oktober 2002 bis zum 2. Mai 2004.

## Familie
Keïta Rokiatou N’Diaye ist die Schwester von Issa N’Diaye, einem Philosophieprofessor und dem Bildungsminister von 1991 bis 1992, sowie Ministre de la Culture et de la Recherche scientifique (1992–1993).

## Publikation
- Kayes et le Haut Sénégal. bd. I, II, III. Bamako, Éditions populaires 1972. oclc=2851479 worldcat.org